# Silje Holand
Silje Holand (ur. 13 marca 1998 w Lierne) – norweska siatkarka, grająca na pozycji atakującej, reprezentantka kraju. Od sezonu 2019/2020 występuje w drużynie NTNUI Trondheim Volleyball.